# Selat Nama
Selat Nama is een bestuurslaag in het regentschap Indragiri Hilir van de provincie Riau, Indonesië. Selat Nama telt 649 inwoners (volkstelling 2010).